# St. Mariä Himmelfahrt (Uedelhoven)

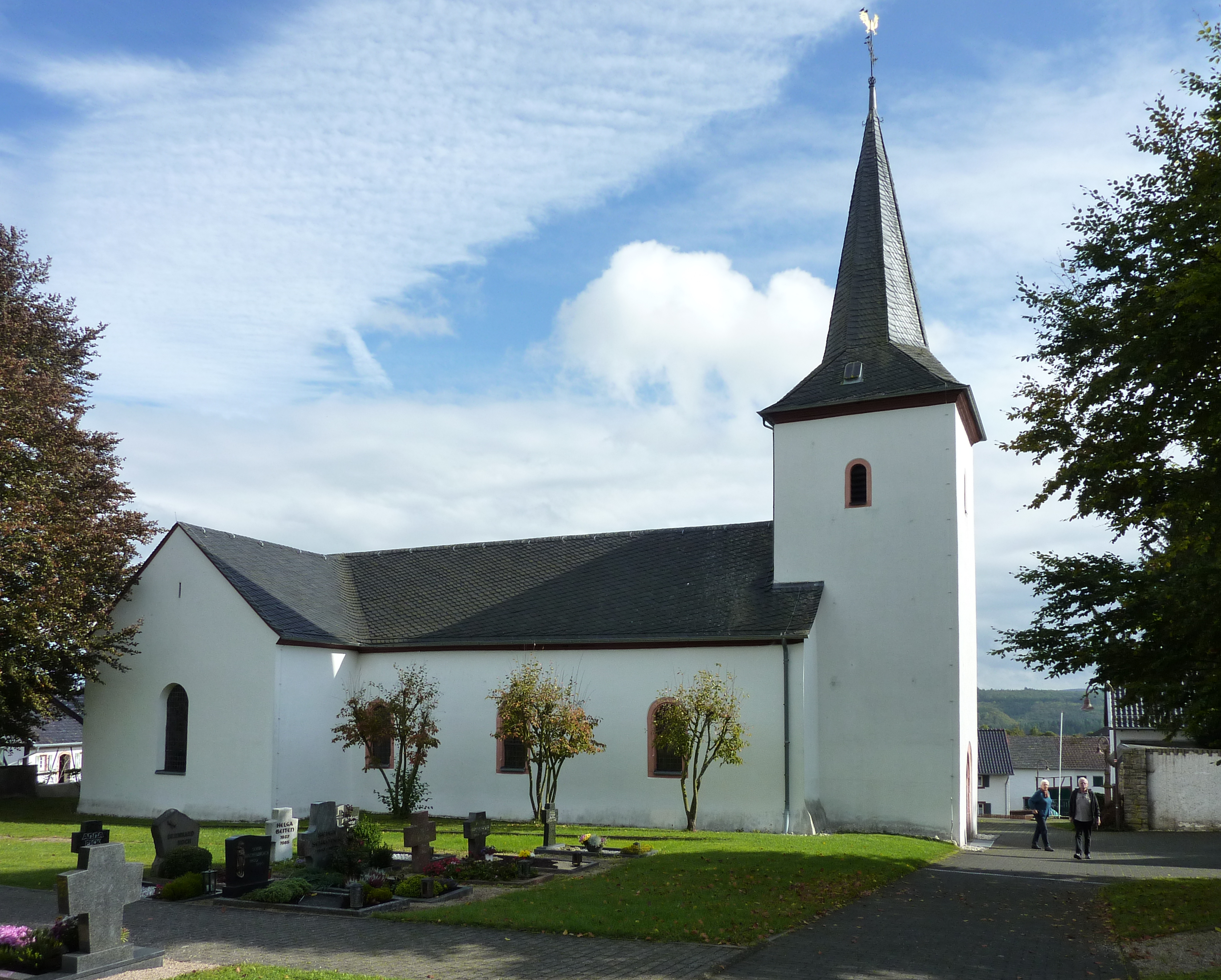
Ansicht von Norden

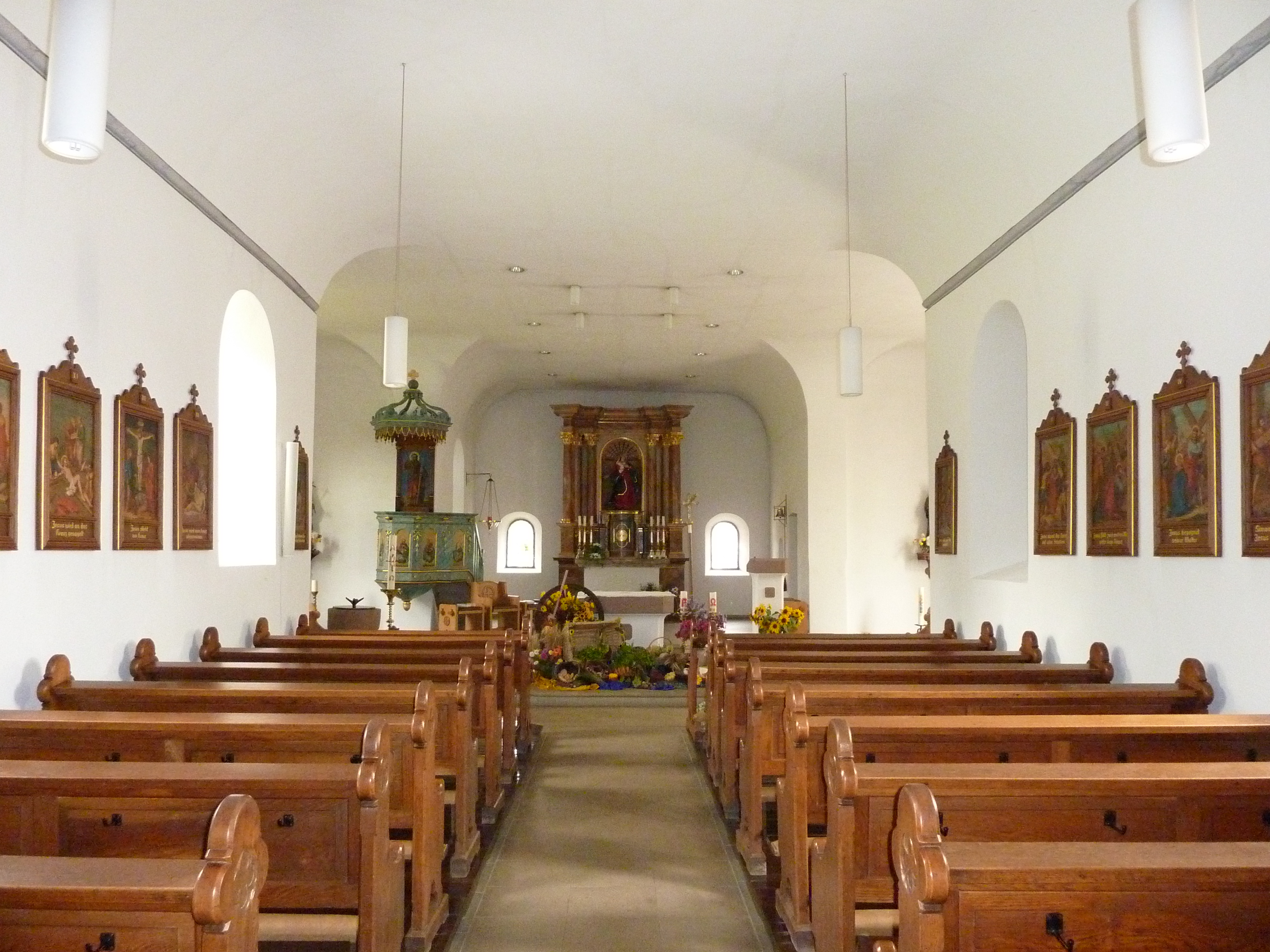
Innenansicht

St. Mariä Himmelfahrt ist eine römisch-katholische Pfarrkirche im Blankenheimer Ortsteil Uedelhoven im Kreis Euskirchen in Nordrhein-Westfalen.
Die Kirche ist der Aufnahme Mariens in den Himmel geweiht und als Baudenkmal unter Nummer 146 in die Liste der Baudenkmäler in Blankenheim (Ahr) eingetragen. Zur Pfarre zählen auch die Orte Ahrdorf mit der Hubertuskapelle, Haus Riental, Unkental, Bäber und die Siedlung Krämer/Schnichels.

## Lage
Das Kirchengebäude steht in der Ortsmitte Uedelhovens im rückwärtigen Bereich der Kreuzstraße (K 46).

## Geschichte
Eine Kirche in Uedelhoven wurde erstmals im Jahr 1136 urkundlich erwähnt. In der Urkunde bestätigte Bischof Albero von Basel die Uedelhovener Kirche als Besitz der Abtei Prüm. Ein Mann namens Bertolf schenkte zuvor die Kirche der Abtei. Im Liber valoris aus dem Jahr 1308, einem Abgabeverzeichnis der Erzbischöfe von Köln, wird Uedelhoven bereits als eigenständige Pfarrei im damaligen Eifeldekanat der Erzdiözese Köln aufgeführt. Zu dieser Zeit stellte die Abtei Prüm die Pfarrer.
Ende des 16. Jahrhunderts hatte sich zeitweise die Reformation in Uedelhoven durchgesetzt, für das Jahr 1595 ist der lutherische Prediger Peter Beßlich Pfarrer in Uedelhoven, einen katholischen Geistlichen gab es damals nicht. Im Verlauf des 17. Jahrhunderts kehrten die Uedelhovener aber wieder zum katholischen Glauben zurück.
Mit der Besetzung der linken Rheinseite durch die Franzosen, änderten die Besatzer die kirchliche Landschaft. Das Erzbistum Köln wurde auf der linksrheinischen, nun französischen Seite aufgelöst. Dadurch wurde Uedelhoven 1803 dem Bistum Trier zugeordnet. Das änderte sich erst wieder 1825, in diesem Jahr kam Uedelhoven an die Erzdiözese zurück. Genau 105 Jahr verblieb Uedelhoven beim Erzbistum Köln, 1930 wurde das Bistum Aachen gegründet, seitdem zählt die Pfarre dazu.

## Baugeschichte
Über das Alter, die Entstehung und das Aussehen der 1136 erstmals erwähnten und 1308 im Liber valoris aufgeführten Pfarrkirche liegen leider keine Informationen vor. Von 1711 an wurde diese Kirche umgebaut, zwei Seitenwände wurden komplett erneuert sowie neue Gewölbe eingezogen. Die Maßnahmen kamen also einem Neubau gleich. Bis 1715 waren die Baumaßnahmen abgeschlossen, sodass der Kölner Weihbischof Johann Werner von Veyder die Pfarrkirche am 25. März 1715 konsekrieren konnte.
Ein schwerer Brand im Jahr 1793, der nahezu das komplette Dorf zerstörte, beschädigte auch die Pfarrkirche schwer. Die Ruine wurde wieder aufgebaut. Bei dieser Gelegenheit erhöhte man das Kirchenschiff leicht. Die Pläne zu der Wiederherstellung lieferten Karl Gerstenmeyer aus Dorsel und Balthasar Friedel aus Hillesheim.
In den 1930er Jahren wurde die Kirche zu klein für die angewachsene Bevölkerungszahl und eine Erweiterung beschlossen. Unter der Leitung der beiden Architekten Karl Schmitz und Carl Hermes aus Aachen, wurde zunächst der Chor abgerissen und an das Kirchenschiff ein Querhaus und ein neuer Chor angebaut. Dadurch entstand eine Kreuzkirche. Der Zweite Weltkrieg hinterließ nur wenige Beschädigungen, 1947 malte der Kölner Maler Josef Marx den Innenraum aus.
1983 erfolgte eine Umgestaltung des Altarraums nach den neuen Anforderungen des Zweiten Vatikanischen Konzils; der neue Volksaltar konnte am 11. März 1984 geweiht werden.

## Baubeschreibung
St. Mariä Himmelfahrt ist eine schlichte einschiffige Kreuzkirche aus verputztem Bruchstein in Formen des Barock. Der Turm im Westen ist dem dreiachsigen Kirchenschiff vorgebaut. Der Chor im Osten schließt rechtwinklig.

## Ausstattung

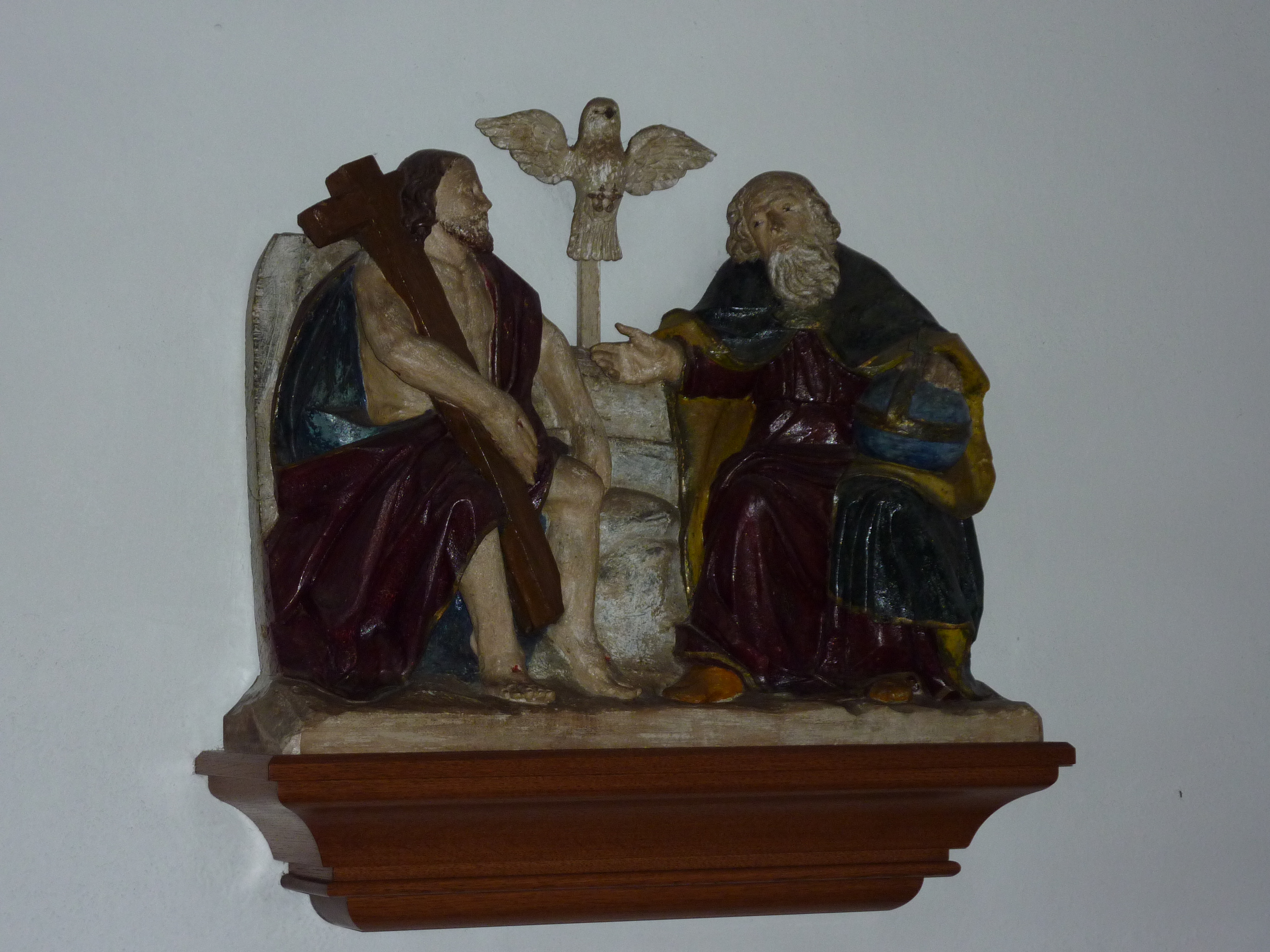
Gnadenstuhl, 18. Jh.

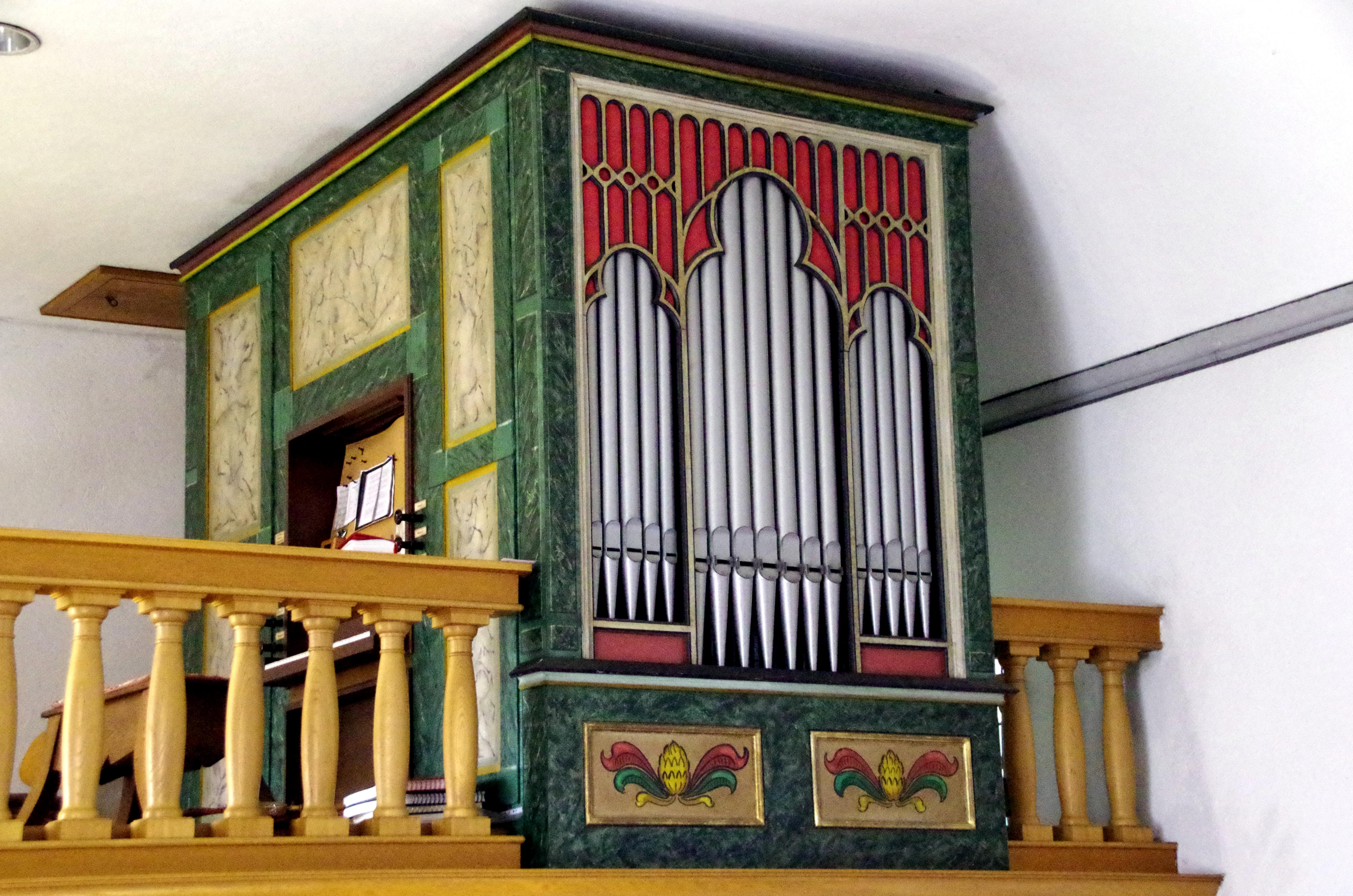
Einmanualige Orgel (Müller, 1891)

In der Kirche haben sich noch ein paar Ausstattungsstücke aus der Barockzeit, 18. Jahrhundert, und somit der Erbauungszeit erhalten. Dazu zählen der Hochaltar im Chor, welcher jedoch 1939 und 1940 verändert und 1958 wiederhergestellt wurde und die Kanzel. Die beiden barocken Seitenaltäre waren ebenfalls noch erhalten, wurden jedoch 1964 entfernt. Ebenfalls aus dem 18. Jahrhundert ist ein Holzrelief mit Darstellung des Gnadenstuhl erhalten geblieben.
Die kleine Orgel ist ein Werk der Orgelbauwerkstatt Gebrüder Müller, Reifferscheid, aus dem Jahr 1891. Das Instrument besitzt 8 Register auf einer mechanischen Traktur. 1960 restaurierte die Fa. Elsen aus Wittlich die Orgel. Aus gleicher Zeit wie die Orgel stammen auch die Kirchenbänke sowie die Kreuzwegstationen.
Der Taufstein besteht aus rotem Sandstein und ist mit einem Deckel aus Bronze versehen, den Künstler Peter Haak aus Erkelenz 1954 anfertigte.
Erwähnenswert sind auch drei wertvolle historische Messgewänder, von denen die beiden ältesten aus dem 15. Jahrhundert stammen und das jüngere aus dem Jahr 1758.
Die Buntglasfenster wurden von drei verschiedenen Künstlern geschaffen. Zwei im Jahr 1900 geschaffene Fenster im Querschiff schuf ein unbekannter Künstler. Dargestellt sind Maria Immaculata und das Herz Jesu. Weiterhin sind vier Fenster aus dem Jahr 1930 vorzufinden, die christliche Symbole enthalten. Der bekannte Glasmaler Ernst Jansen-Winkeln schuf die beiden jüngsten Fenster aus dem Jahr 1972. Dargestellt sind in einem Fenster Ähren und Trauben und im Fenster der Taufkapelle das Lamm Gottes.

## Sonstiges
Im Jahr 1793 brannte sowohl die Pfarrkirche als auch das gesamte Dorf nieder. Seitdem findet jährlich im Mai die so genannte Brandprozession statt, die an das schlimme Ereignis erinnert.

## Pfarrer
Folgende Priester wirkten bislang als Pfarrer in der Pfarrgemeinde St. Mariä Himmelfahrt:
| von – bis | Name              |
| --------- | ----------------- |
| 1925–1932 | Franz Welty       |
| 1932–1936 | Cornel Johnen     |
| 1936–1953 | Karl Graafen      |
| 1953–1958 | Konrad Lemmen     |
| 1958–1963 | Wilhelm Gelsdorf  |
| 1963–1989 | Bernhard Witte    |
| 1990–1991 | Leo Bell          |
| 1992–1994 | Winfried Reidt    |
| 1994–1998 | Heinrich Reidt    |
| 1998–2014 | Hans-Peter Meuser |
| 2014–2018 | Josef Berger      |
| Seit 2018 | Andreas Züll      |